# Néapolis (album)
Pour les articles homonymes, voir Néapolis.
Albums de Simple Minds
Good News from the Next World
(1995) Neon Lights
(2001)
Néapolis est le douzième album studio du groupe écossais de rock/new wave, Simple Minds. Cet album se voulait un retour aux sources avec les retours de Derek Forbes, Mel Gaynor et Pete(r) Walsh.

## Liste des titres
| 1.    | Song For The Tribes  | 5:37 |
| 2.    | Glitterball          | 4:55 |
| 3.    | War Babies           | 5:03 |
| 4.    | Tears Of A Guy       | 4:48 |
| 5.    | Superman v Supersoul | 4:47 |
| 6.    | Lightning            | 5:32 |
| 7.    | If I Had Wings       | 4:43 |
| 8.    | Killing Andy Warhol  | 5:16 |
| 9.    | Androgyny            | 5:07 |
| 45:54 |                      |      |

## Singles
- Glitterball
- War Babies

## Membres
- Jim Kerr - Voix
- Charlie Burchill - Guitares, Claviers
- Derek Forbes - Basse
- Mel Gaynor - Batterie
- Mark Taylor - Claviers pour la tournée

## Commentaires
Cet album eut un accueil mitigé autant par le public (#19 R.U.) que par la critique (Claude Rajotte de Radio-Canada et Musique Plus lui a donné une cote de 4 sur 10, mais Michel Bilodeau du quotidien Le Soleil a quant à lui été emballé).